# Debata

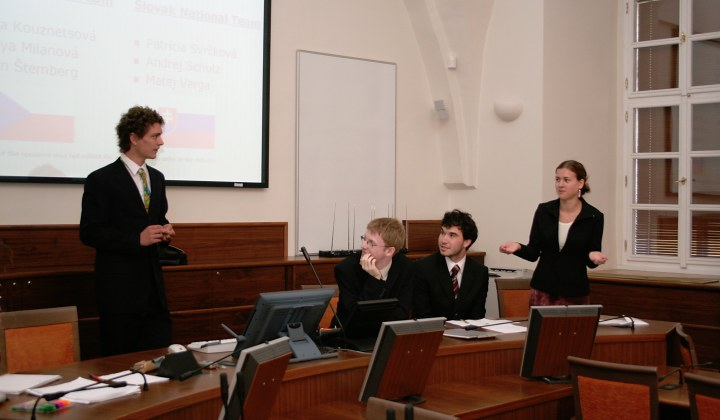
Soutěžní debata

Debata je formalizovaný způsob vedení sporu, jehož prostřednictvím skupiny a jednotlivci diskutují, často v zájmu dosažení nějakého rozhodnutí. Principy debaty jsou zakotveny v jednacích řádech parlamentů, legislativních sněmů a podobných formálnějších setkání. Výsledek debaty může být stanoven hlasováním, usnesením rozhodčích nebo kombinací obojího.
V demokratických zemích jsou obvyklé předvolební debaty lídrů konkurenčních politických stran.

## Soutěžní debata
Soutěžní debatování je soutěž studentů středních nebo vysokých škol, v níž se zpravidla dva týmy snaží přesvědčit rozhodčí o pravdivosti či nepravdivosti dané teze. Debatování má svůj původ v anglosaských zemích, ale díky podpoře nadace Open Society Fund George Sorose se rozšířilo do celého světa včetně zemí bývalého socialistického bloku.
Mezi přínosy soutěžního debatování patří zlepšení vyjadřovacích schopností, logického uvažování a argumentace (debatéři musí být schopni rozeznat a adekvátně reagovat například na logické klamy), zlepšení schopnosti práce s informacemi (díky přípravě argumentačních linií a vyhledávání důkazů) stejně jako odstupu a nezaujatému pohledu na problémy (v průběhu turnajů mohou týmy zastávat libovolné pozice, což jejich členům může pomoci pochopit argumenty zastánců postojů, se kterými třeba osobně nesouhlasí).
Soutěžní debata může mít různé formáty, které se liší počtem mluvčích, jejich rolemi a celkovým zaměřením debaty.

### Debata typu Karl Popper
Formát je pojmenován po anglickém filosofovi rakouského původu Karlu Popperovi, který se proslavil dílem o otevřené společnosti. Soutěž zaštiťuje Asociace debatních klubů, z. s. Prezidentkou spolku je Barbora Lacinová.  
V debatě soutěží dva tříčlenné týmy, které se přou o platnost daného kontroverzního výroku – teze. Řečníci afirmativního týmu mají právo podat definici a říct tak, jak tezi chápou a o čem se tedy bude debatovat. (Například k tezi „Mírové soužití islámského světa a západní civilizace je možné“ je žádoucí vyložit, co se přesně rozumí islámským světem, západní civilizací a co je jejich mírové soužití.) Afirmativní tým dále musí předložit argumenty, které v mezích definic podporují platnost teze. Úkolem negativního týmu je platnost předložených argumentů zpochybnit a doložit, že tezi nepodporují.
Řečníci jednotlivých stran se střídají; mezi projevy si mohou oba týmy brát čas na přípravu (afirmace celkově 5 minut, negace 7 minut). Po prvních dvou řečích obou týmů mají soupeři možnost řečníkovi klást „křížové otázky“, jimiž si mohou urovnat případné nejasnosti, eventuálně poukázat na nedostatky v argumentaci. Úkolem posledních mluvčích není dále rozvíjet linie svého týmu, ale shrnout celkový průběh debaty (a zdůvodnit, proč právě jejich tým odvedl svou práci lépe).
O výsledku debaty rozhoduje jeden nebo více rozhodčích na základě kvality a váhy předložených argumentů, resp. jejich vyvrácení.
Debatní formát Karl Popper se v Česku používá v debatních klubech na středních školách a v celostátní soutěži Debatní liga (v češtině a v angličtině). Na mezinárodní úrovni se v tomto formátu soutěží na akci IDEA Youth Forum. Organizací, která tento formát v ČR zajišťuje je Asociace Debatních Klubů, z.s.

### Parlamentní debata
Parlamentní debata vychází ze zvyků v britském parlamentu. Nejvýraznějším z toho pramenícím prvkem jsou tzv. faktické poznámky, které nahrazují křížové otázky. Faktická poznámka umožňuje debatérům vstupovat s námitkami nebo doplňujícími otázkami přímo do soupeřovy řeči. To spolu s absencí času na přípravu před řečí dodává parlamentní debatě větší dynamiku a zároveň ji činí náročnější na postřeh a improvizační schopnost účastníků.
V Česku se praktikuje tzv. Britská parlamentní debata, v níž debatují čtyři dvoučlenné týmy: první, druhá vláda a první a druhá opozice. Oproti formátu Karl Popper jsou teze formulovány volněji a od prvního vládního týmu se očekává, že si najde určitý problém, který s tezí souvisí, a navrhne politiku, která jej bude řešit. Řečníci první opozice mají za úkol tuto politiku zpochybnit; mohou i přinést vlastní alternativu. Úkolem druhé vlády je obhajovat plán navržený první vládou a současně jej ještě o něco nového rozšířit, aby se tak v debatě odlišila. Druhá opozice má na toto rozšíření opět reagovat.
Debatování touto formou zajišťuje v Česku několik lokálních debatních klubů přidružených k univerzitám. Nejznámějším je však Debatní Klub Univerzity Karlovy, který také jako jediný organizuje regionální turnaje stejně jako jeden turnaj mezinárodní.

### World style
World style se používá na mezinárodních středoškolských turnajích, z nichž nejvýznamnější je World Schools Debating Championship – cosi jako debatní mistrovství světa. V České republice je ve formátu World style pořádán každoročně turnaj Prague debate spring . Tento turnaj pořádá největší středoškolská debatní organizace v ČR Asociace Debatních Klubů, z.s. Turnaje se každoročně účastní několik desítek týmů z celého světa. Dříve se v Česku konal také turnaj Heart of Europe, který byl svým měřítkem často stejně velký, či větší. Po koronavirové pandemii se však turnaj přestal organizovat a nyní již neexistuje.
Formát obsahuje prvky jak z debaty Karl Popper, tak z parlamentního stylu: debatují dva tříčlenné týmy, používají se ale faktické poznámky a debatéři si nemohou brát čas na přípravu. Postup argumentace není tak formalizovaný jako při Karl Popper, ale ani tak volný jako v debatě parlamentní. Kromě tří hlavních řečí má vždy vybraný člen každého týmu na konci kratší závěrečnou „reply speech“, v níž by měl shrnout argumentaci své strany.

### Další formáty
Mezi další debatní formáty patří:
- Americká parlamentní debata (podobná jako britský formát, ale debatují dva dvoučlenné týmy)
- Policy debate (hlavní styl středoškolských soutěží v USA, k zajímavostem patří, že tam na jednu tezi debatují vždy celý školní rok)
- ČDS Středoškolská debatní soutěž 5 × 5 – debatní formát dvou pětičlenných týmů, který umožňuje účast širokého spektra studentů
- Moot court (simulace soudního procesu s obhájci, žalobci, svědky, …)
- Lincoln–Douglas (americký formát, debata „jeden na jednoho“)
- Dětská debatní liga (zjednodušená česká podoba Karl Popper pro mladší žáky)
- Debatiáda (soutěž pro začínající debatéry, při níž debatují dva dvoučlenné týmy a přinášejí plán na změnu současné situace)